# Hironobu Sakaguchi
Hironobu Sakaguchi (坂口 博信 Sakaguchi Hironobu?), född 25 november 1962 i Hitachi, Ibaraki, Japan, är en japansk speldesigner, regissör, producent och tidigare filmregissör. Han är skaparen av Final Fantasy-spelserien och hans spel har sålts i mer än 100 miljoner exemplar. Han lämnade Square Enix och grundade en studio vid namn Mistwalker år 2004.

## Arbete
| År   | Speltitel                                  | Format                              | Huvudroll                           | Övriga roll(er)       |
| ---- | ------------------------------------------ | ----------------------------------- | ----------------------------------- | --------------------- |
| 1984 | The Death Trap                             | NEC PC-8801, NEC PC-9801, FM-7      | Design                              | —                     |
| 1985 | Will: The Death Trap II                    | NEC PC-8801, NEC PC-9801, FM-7      | Design                              | —                     |
| 1986 | Cruise Chaser Blassty                      | NEC PC-8801, NEC PC-9801, Sharp X1  | Design                              | —                     |
| 1986 | King's Knight                              | Nintendo Entertainment System       | Design                              | —                     |
| 1987 | 3-D WorldRunner                            | Nintendo Entertainment System       | Design                              | —                     |
| 1987 | Rad Racer                                  | Nintendo Entertainment System       | Design                              | —                     |
| 1987 | Nakayama Miho no Tokimeki High School      | Nintendo Entertainment System       | Design                              | —                     |
| 1987 | JJ                                         | Nintendo Entertainment System       | Design                              | —                     |
| 1987 | Final Fantasy I                            | Nintendo Entertainment System       | Design                              | —                     |
| 1988 | Final Fantasy II                           | Nintendo Entertainment System       | Regissör                            | —                     |
| 1990 | Final Fantasy III                          | Nintendo Entertainment System       | Regissör                            | —                     |
| 1991 | Final Fantasy IV                           | Super Nintendo Entertainment System | Regissör                            | —                     |
| 1992 | Final Fantasy V                            | Super Nintendo Entertainment System | Regissör                            | —                     |
| 1993 | Romancing SaGa 2                           | Super Nintendo Entertainment System | —                                   | Exekutiv producent    |
| 1994 | Final Fantasy VI                           | Super Nintendo Entertainment System | Originalberättelse                  | Producent             |
| 1995 | Front Mission                              | Super Nintendo Entertainment System | —                                   | Handledare            |
| 1995 | Chrono Trigger                             | Super Nintendo Entertainment System | Design                              | Handledare            |
| 1995 | Trials of Mana                             | Super Nintendo Entertainment System | —                                   | Speciellt tack        |
| 1995 | Romancing SaGa 3                           | Super Nintendo Entertainment System | —                                   | Exekutiv producent    |
| 1996 | Bahamut Lagoon                             | Super Nintendo Entertainment System | —                                   | Handledare            |
| 1996 | Front Mission: Gun Hazard                  | Super Nintendo Entertainment System | —                                   | Handledare            |
| 1996 | Super Mario RPG: Legend of the Seven Stars | Super Nintendo Entertainment System | —                                   | Produktionshandledare |
| 1996 | Treasure Hunter G                          | Super Nintendo Entertainment System | —                                   | Huvudproducent        |
| 1996 | Tobal No. 1                                | Playstation 1                       | —                                   | Handledare            |
| 1997 | Final Fantasy VII                          | Playstation 1                       | Design, originalberättelse          | Producent             |
| 1997 | Bushido Blade                              | Playstation 1                       | —                                   | Exekutiv producent    |
| 1997 | Tobal 2                                    | Playstation 1                       | —                                   | Handledare            |
| 1997 | Final Fantasy Tactics                      | Playstation 1                       | —                                   | Producent             |
| 1997 | Einhänder                                  | Playstation 1                       | —                                   | Handledare            |
| 1998 | Xenogears                                  | Playstation 1                       | —                                   | Exekutiv producent    |
| 1998 | Bushido Blade 2                            | Playstation 1                       | —                                   | Exekutiv producent    |
| 1998 | Parasite Eve                               | Playstation 1                       | Concept                             | Producent             |
| 1998 | Sōkaigi                                    | Playstation 1                       | —                                   | Handledare            |
| 1998 | Brave Fencer Musashi                       | Playstation 1                       | —                                   | Exekutiv producent    |
| 1998 | Ehrgeiz                                    | Playstation 1                       | —                                   | Handledare            |
| 1998 | Chocobo's Dungeon 2                        | Playstation 1                       | —                                   | Producent             |
| 1999 | Final Fantasy VIII                         | Playstation 1                       | —                                   | Exekutiv producent    |
| 1999 | Chocobo Racing                             | Playstation 1                       | —                                   | Exekutiv producent    |
| 1999 | SaGa Frontier 2                            | Playstation 1                       | —                                   | Exekutiv producent    |
| 1999 | Legend of Mana                             | Playstation 1                       | —                                   | Exekutiv producent    |
| 1999 | Front Mission 3                            | Playstation 1                       | —                                   | Exekutiv producent    |
| 1999 | Chrono Cross                               | Playstation 1                       | —                                   | Exekutiv producent    |
| 1999 | Parasite Eve 2                             | Playstation 1                       | —                                   | Exekutiv producent    |
| 1999 | Chocobo Stallion                           | Playstation 1                       | —                                   | Exekutiv producent    |
| 2000 | Vagrant Story                              | Playstation 1                       | —                                   | Exekutiv producent    |
| 2000 | Driving Emotion Type-S                     | Playstation 2                       | –                                   | Exekutiv producent    |
| 2000 | Final Fantasy IX                           | Playstation 1                       | Scenario                            | Producent             |
| 2000 | The Bouncer                                | Playstation 2                       | —                                   | Exekutiv producent    |
| 2001 | Final Fantasy X                            | Playstation 2                       | —                                   | Exekutiv producent    |
| 2002 | Kingdom Hearts                             | Playstation 2                       | —                                   | Exekutiv producent    |
| 2002 | Final Fantasy XI                           | Playstation 2, Microsoft Windows    | —                                   | Exekutiv producent    |
| 2003 | Final Fantasy Tactics Advance              | Game Boy Advance                    | —                                   | Exekutiv producent    |
| 2003 | Final Fantasy X-2                          | Playstation 2                       | —                                   | Exekutiv producent    |
| 2006 | Final Fantasy XII                          | Playstation 2                       | —                                   | Speciellt tack        |
| 2006 | Blue Dragon                                | Xbox 360                            | Scenario, lyrik                     | Handledare            |
| 2007 | ASH: Archaic Sealed Heat                   | Nintendo DS                         | ?                                   | ?                     |
| 2007 | Lost Odyssey                               | Xbox 360                            | Scenario, lyrik                     | Handledare            |
| 2008 | Blue Dragon Plus                           | Nintendo DS                         | ?                                   | ?                     |
| 2008 | Away: Shuffle Dungeon                      | Nintendo DS                         | Scenario                            | —                     |
| 2008 | Blue Dragon: Awakened Shadow               | Nintendo DS                         | —                                   | Exekutiv regissör     |
| 2011 | The Last Story                             | Wii                                 | Regissör, designer, scenario, lyrik | —                     |
| 2012 | Party Wave                                 | iOS                                 | Regissör, Musik                     | Surfing               |
| 2014 | Terra Battle                               | iOS, Android                        | ?                                   | ?                     |